# Kyrkbacken, Nagu
Kyrkbacken är centrum i Nagu i Egentliga Finland. Kyrkbacken var kommunhuvudort i före detta Nagu kommun. Tätorten, vars officiella byanamn är Prästgården, ligger på ön Storlandet, den största av Nagus två huvudöar.
I tätorten finns Nagu kyrka, hälsocentral, svensk sammanhållen grundskola från förskoleklass (f) till klass 9 och de finska grundskoleklasserna f–6 samt det tidigare kommunkansliet som i dag är ett av Pargas stads områdeskontor. Andra centrumfunktioner utgörs av mataffärer, banker, bränsle- och servicestation, restauranger, ombudspost och försäkringsbolag, samt under sommarhalvåret torgförsäljning i Södra hamnen och i Norra hamnen en av Skärgårdshavets största gästhamnar jämte turistinformation och olika försäljningsbodar. 
Kyrkbacken som ligger vid Skärgårdsvägen är det största samhället i trakten och en knutpunkt både för förbindelsebåts- och landsvägstrafik i regionen. Från Norra hamnen finns förbindelsefartygstrafik längs Nagu norra rutt samt sommartid via Själö till Hanga på Aaslaluoto i Rimito för den avgiftsbelagda turistrutten "Lilla ringvägen". Kyrkbacken är även en huvudort längs den längre Skärgårdens ringväg som sommartid torde vara hela regionens största dragplåster.

## Sevärdheter

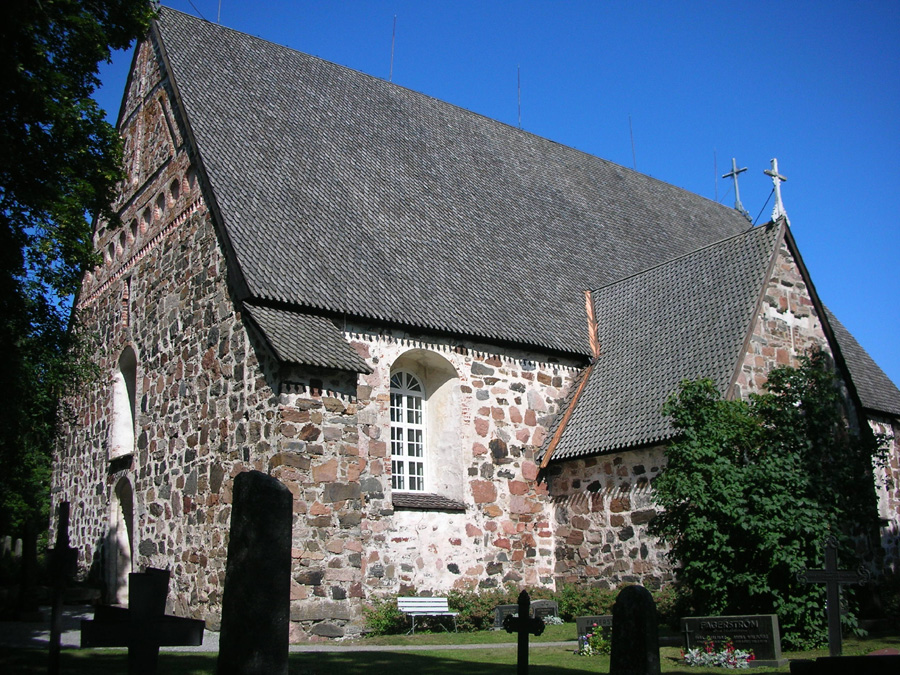
Nagu kyrka sedd från sydväst.

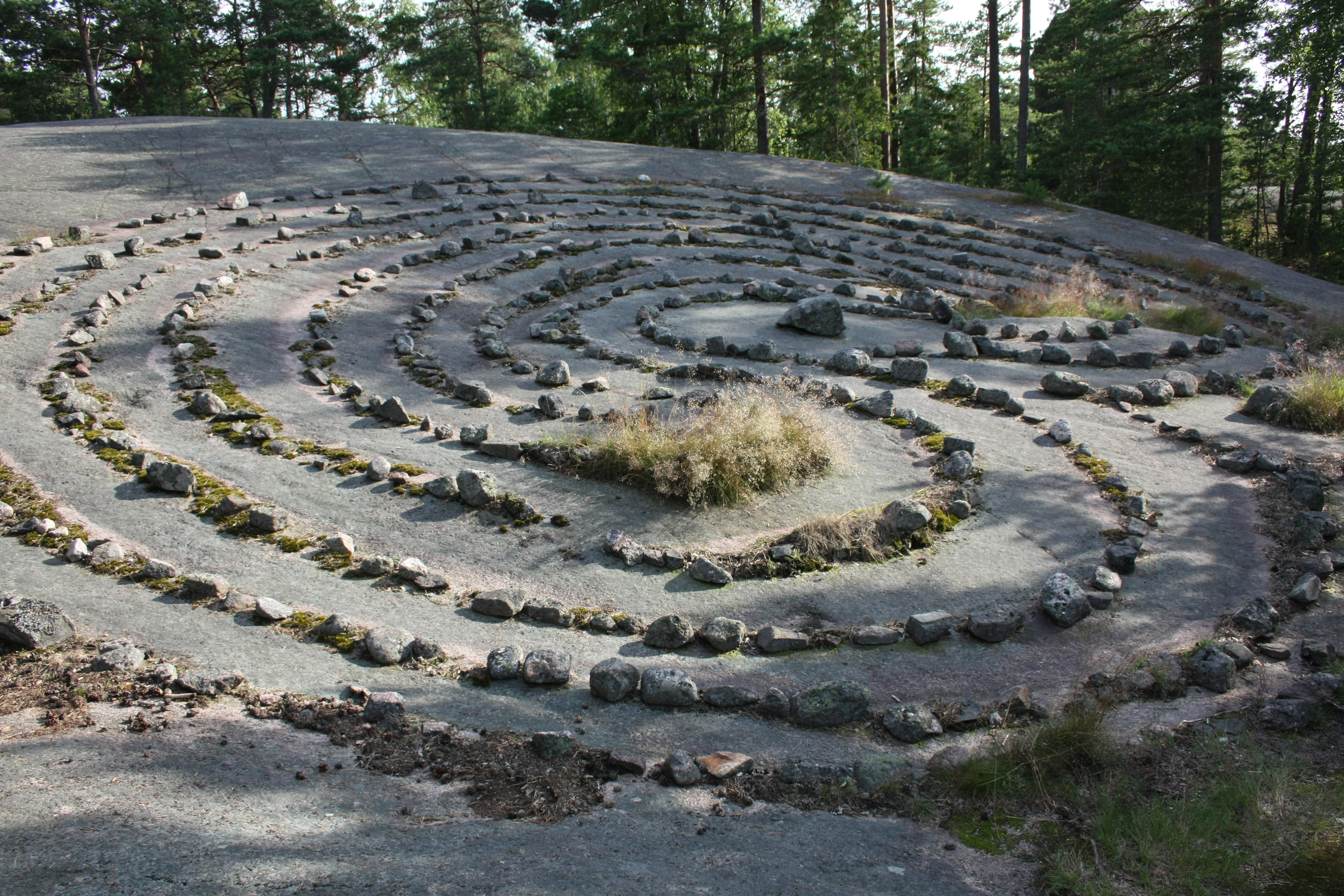
Jungfrudansen i Finby ligger på promenadavstånd från Kyrkbacken.

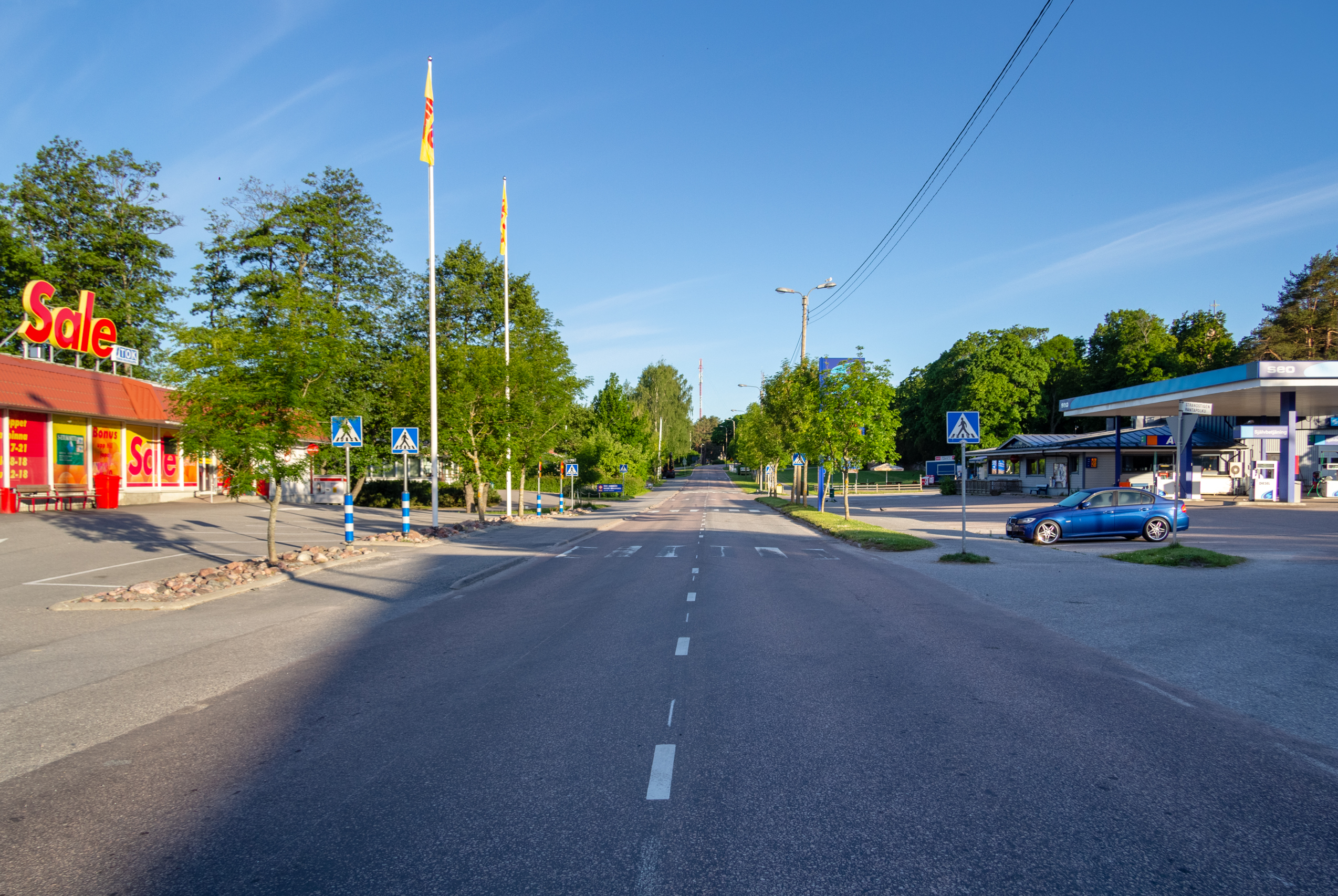
Skärgårdsvägen i Nagu centrum sedd i riktning mot Korpo.

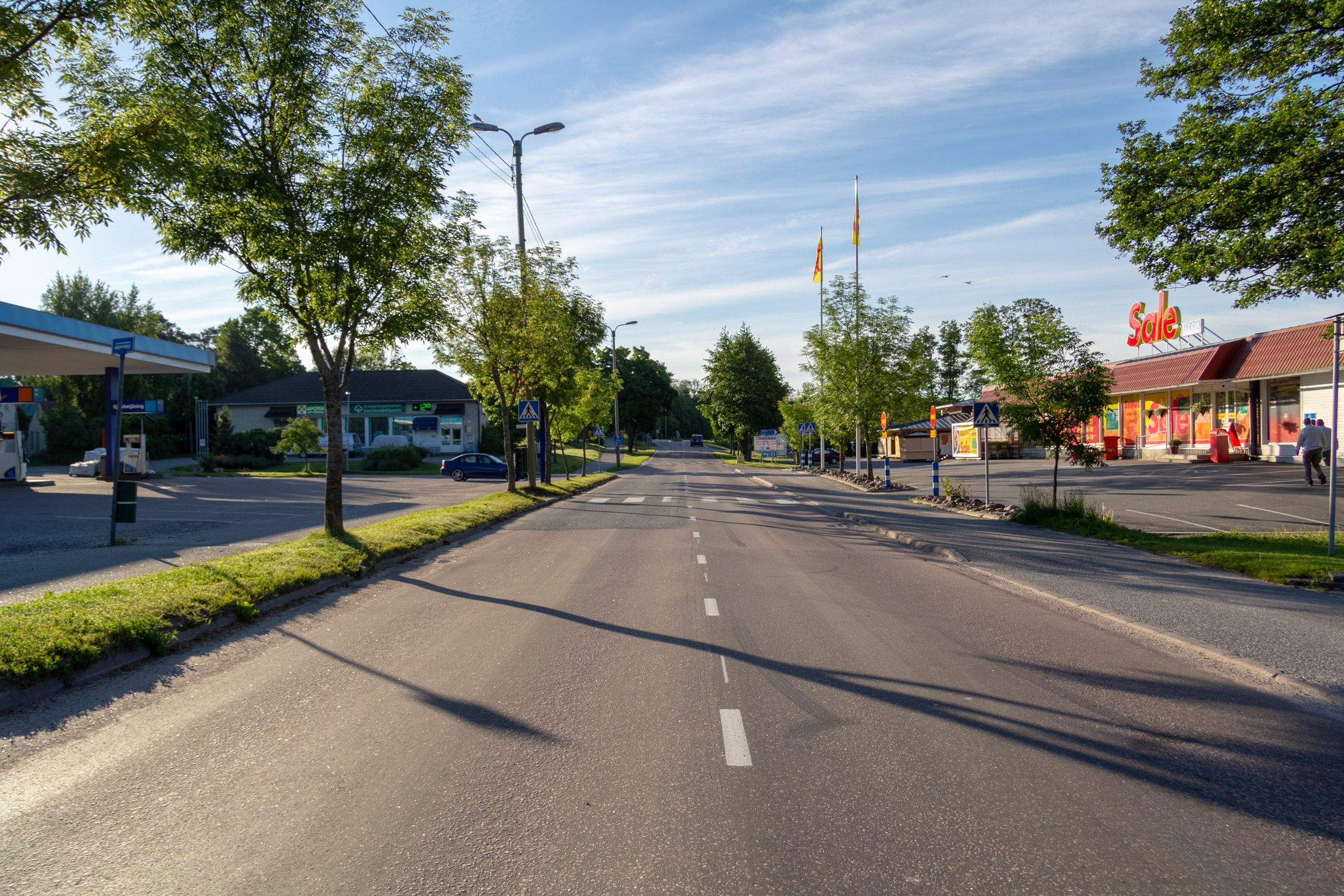
Skärgårdsvägen i Nagu centrum sedd i riktning mot Pargas.

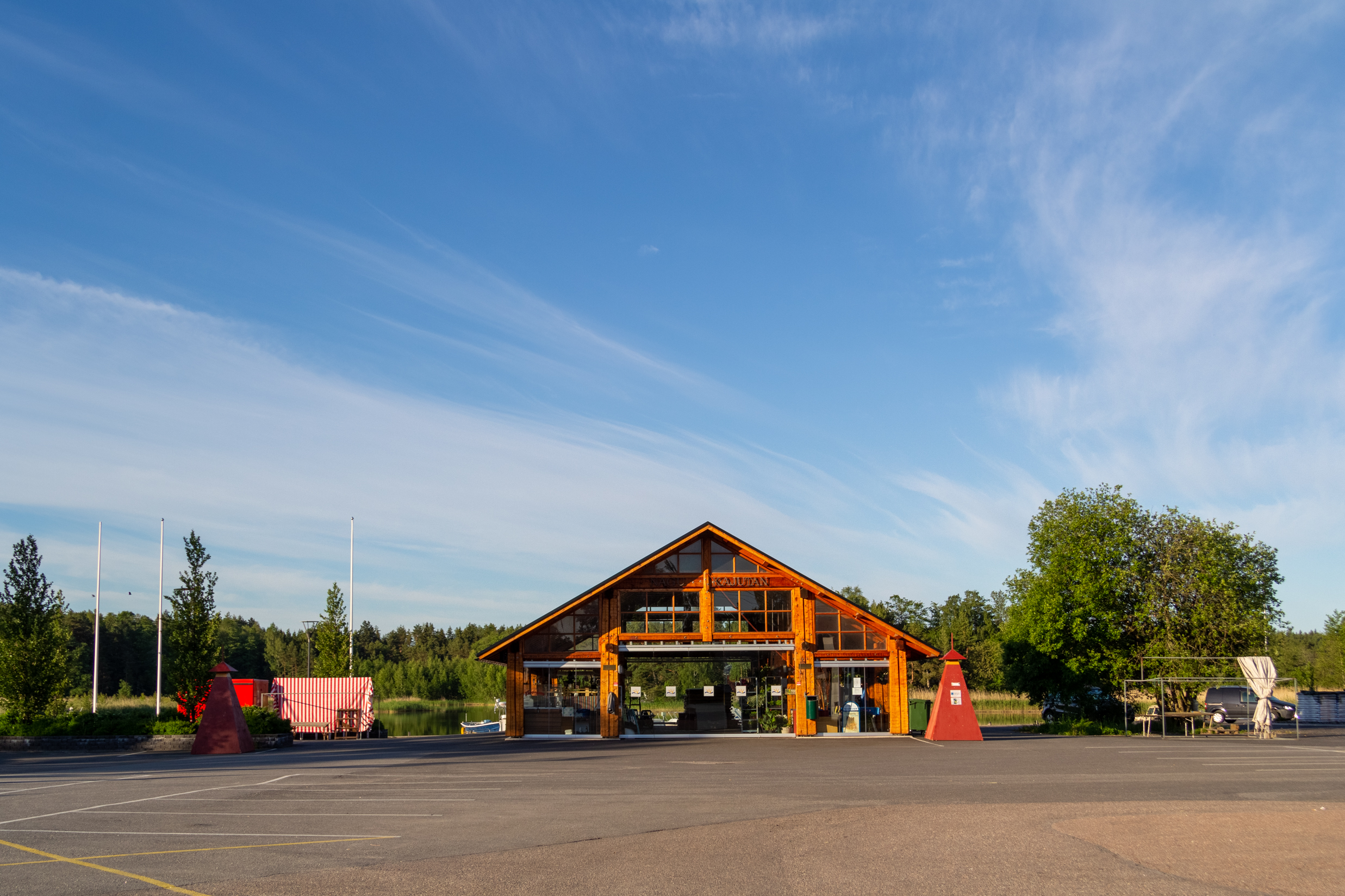
Torgförsäljning i Nagu, Södra hamnen.

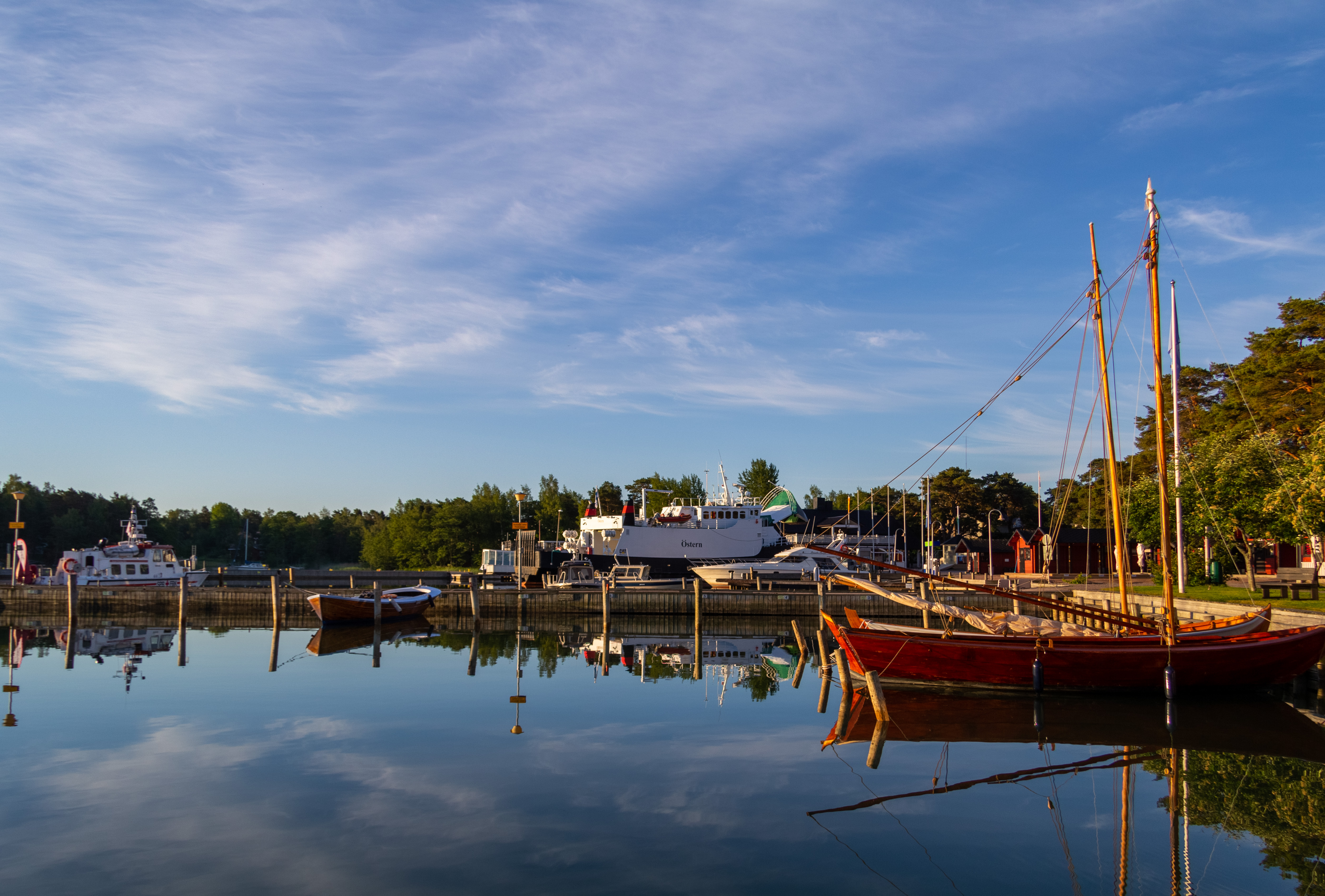
Nagu Gästhamn, Norra hamnen.

Kyrkbacken är en knutpunkt både längs den 250 kilometer långa Skärgårdens ringväg (Åbo – Nådendal – Gustavs – Iniö – Houtskär – Korpo – Nagu – Pargas – S:t Karins – Åbo) och den kortare rutten Lilla ringvägen, som erbjuder en genväg över Nådendal – Rimito (Hanka) – Själö – Nagu Kyrkbacken.
Nagu kyrka, gråstenskyrkan på Kyrkbacken i Nagu är från 1440-talet. Schwan-orgeln från 1791 hör till Nagus viktigaste sevärdheter. 
Sjöfartshuset i Nagu har utställningar som berättar om stolta sjöfartstraditioner på orten från 1800-talets början fram till idag. I utställningen berättas i ord och bild om skeppsbyggeri, fartyg, redare och besättning.
Nagu-nalles egen stig på Nagu Kyrkbacken är en populär vandringsstig för barnfamiljer. Stigen är uppbyggd kring författaren Henrika Anderssons böcker om Nagu-nalle.
Nagu gästhamn har varit en populär  hamn bland seglare ända sedan 1980-talet. Gästhamnen utsågs till Årets gästhamn 1984, men har sedan dess kontinuerligt utvidgats och förbättrats. I gästhamnen finns förutom bryggor, hamnkontor, servicebyggnader och bränslestation för båtar även restaurang och försäljningsbodar. Gästhamnen är öppen under sommarhalvåret. 
Westerholmstigen är en vandringsled i varierande terräng som startar från torget i Södra hamnen och leder till Ernholm, där konstnären Victor Westerholm tillbringade en stor del av sin barndom. Informationsskyltar längs stigen berättar om konstnären och Ernholms historia. 

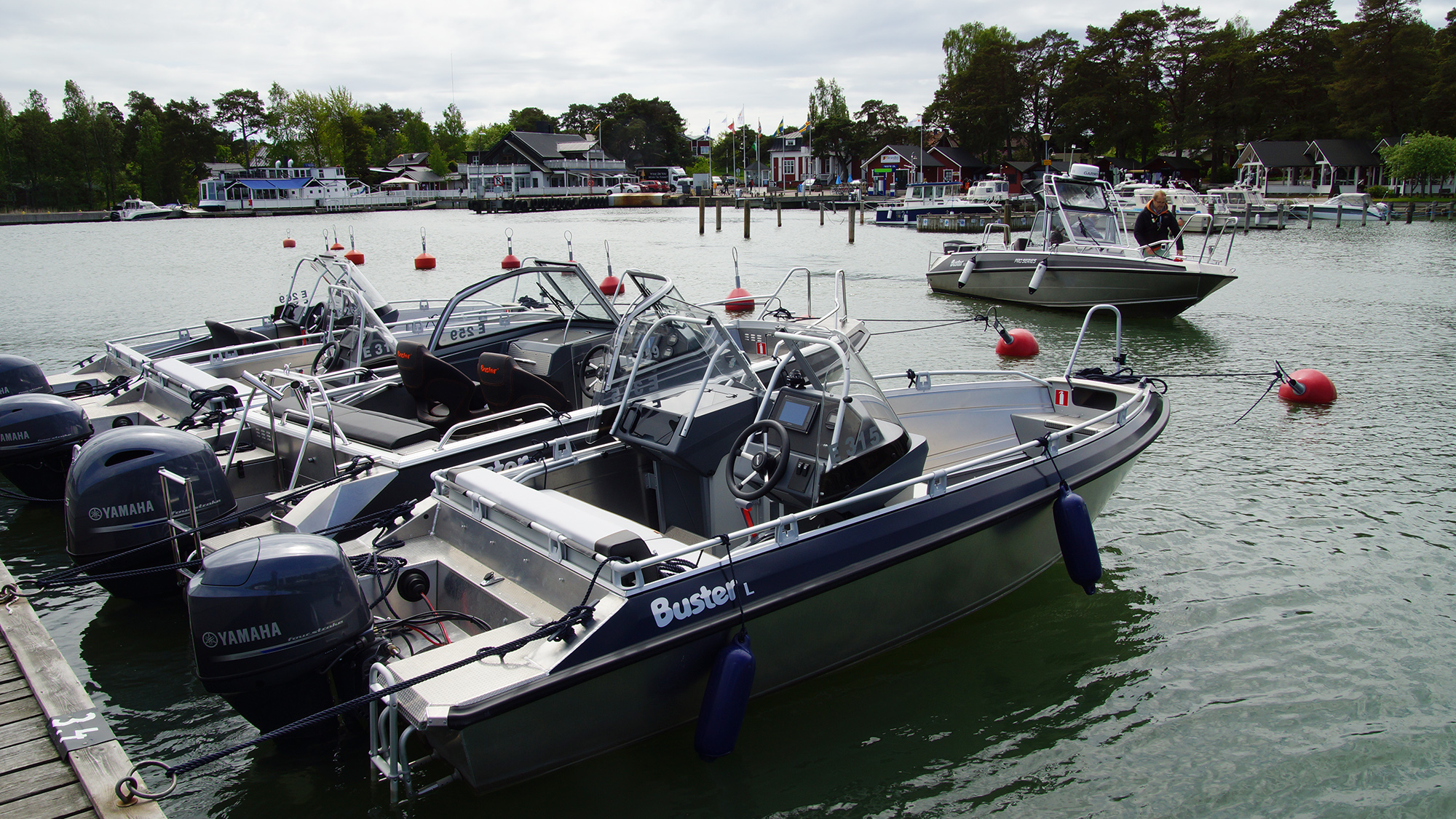
Nagu gästhamn

Jungfrudansen i Finby ligger på promenadavstånd från Kyrkbacken (cirka 2 km från gästhamnen). Följer man Parkvägen västerut från Gästhamnen, förbi sport- och fotbollsplanerna och fortsätter längs Norrstandsvägen leder vandringsledsmärken in i skogen söder om vägen och upp på berget till Jungfrudansen.
Själö hör inte till Kyrkbacken, men kan besökas till fots av den som tar någon av förbindelsebåtarna M/S Östern (under högsäsong, mot avgift) eller M/S Falkö (under lågsäsong, kostnadsfritt) från Nagu gästhamn.

## Kommunal service
Intill Skärgårdsvägen mitt emot Kyrkbackens skola, i det som tidigare var Nagu kommuns kommunkansli, finns i dag Pargas stads områdeskontor för Nagu kommunområde. Den kommunala servicen på Nagu områdeskontor omfattar informationssekreterares och socialarbetares tjänster, samt en del av byggnadstillsynen. Dessutom är Pargas stads ekonomitjänster, turismenheten och en del av utvecklingsenheten förlagd till Nagu.
På Kyrkbacken finns på Klockstapelgränd ovanför skolhusen en kommunal hälsocentral med läkare, tandläkare, labbtjänster samt mödra- och barnrådgivning. I anslutning till hälsocentralen ligger äldreboendet Grannas, där även hemvårdarna i Nagu har sina arbetsutrymmen. 
Bollhallen på Viksvägen utrustades vid en grundrenovering åren 2009–2011 med ett gym. Vid samma renovering byggde man om det kommunala biblioteket, som fungerar i samma byggnad, och Nagu fick även en ny ungdomsgård, Lyan. Förnyandet av Bollhallen finansierades med de så kallade "morotspengar" som Nagu kommun fick vid kommunsammanslagningen 2009. Bakom huset ligger även isrinken, en mindre skridskobana för nybörjare och en skateramp som har finansierats av Sparbanksstiftelsen i Nagu. Idrottsplats med grusplan samt en fullstor gräsplan för fotboll finns på norra sidan av centrum, vid Parkvägen väster om gästhamnen. Vid fotbollsplanen startar även en upplyst motionsslinga genom skogen. 
Kyrkbackens skola är en svensk enhetsskola för klasserna f–9, det vill säga från förskoleklass till klass 9. Skolan har två byggnader, den äldre längan från 1958 och den yngre ljusgula byggnaden från 1987 som ursprungligen byggdes som ett separat högstadium med egen rektor. Samarbetet med Skärgårdshavets skola är intensivt; 7 av skolans lärare samt rektor jobbar i både kyrkbackens skola och Skärgårdshavets skola.
I den äldre skolbyggnaden verkar även Simonkylän koulu, Nagus finska grundskola för klasserna f–6.
Det kommunala daghemmet i Nagu heter Karusellen och finns på Ytternäsvägen nära Nagu-nalles egen stig.
Intill Skärgårdsvägen och Kyrkans bilparkering ligger den så kallade Kommunalstugan där Nagu kommunstyrelse och -fullmäktige tidigare höll sina möten. Stugan kan hyras för möten. På samma adress upprätthåller Pargas stad även en lekpark och föreningen Folkhälsan i Nagu ett rum för familjecaféverksamhet.
Ungdomsgården Framnäs upprätthålls i samarbete med Nagu ungdomsförening r.f. Här ordnas vid sidan av större fester och teaterföreställningar bland annat Bio sydvästs filmförevisningar. På övre våningen finns Art-Dur musik- och bildkonstskolas utrymmen där även stadens medborgarinstitut Kombi ordnar konstrelaterade kurser.

Pargas stad upprätthåller sommartid en bemannad turistinformation i Norra hamnen. 

## Kyrklig service
Nagu kyrka är i kombination med församlingshemmet centrum för Väståbolands svenska församlings verksamhet i Nagu. De två byggnaderna och klockstapeln ligger alla vid varsin sida av den så kallade Kyrkvallen, ett litet grönområde mitt på Kyrkbacken. Både kyrkan och församlingshemmet används för gudstjänster och dop och kyrkan är, speciellt sommartid, en populär kyrka för bröllop. I församlingshemmet och den intilliggande församlingsstugan finns pastorskansli och arbetsutrymmen för kapellförsamlingens anställda. Den fortlöpande verksamheten omfattar bl.a. musik- och körträffar för alla åldrar, kaffestuga och ungdomsklubbar.

## Tjänsteutbud
- Två mataffärer och en Alko-affär
- Två banker, en bankautomat
- En bränsle- och servicestation för bilar och en bränslestation för båtar. En laddningsstation för elbilar.
- Ombudspost
- Apotek
- Två försäkringsbolag
- Fastighetsförmedling
- Tre vinteröppna lunchrestauranger
- 10–12 restauranger under sommarhalvåret
- Fyra hotell och ett lägenhetshotell
- Under sommarhalvåret finns många små försäljningsbodar för kläder, inredning, smycken. Året om betjänar en affär med gåvoartiklar, hantverk, blommor och inredningsartiklar.
- Fyra frisör- och skönhetssalonger
- Två massörer
- Passfotografering och tryckeritjänster
- Arkitektbyrå
- Två bokföringsbyråer

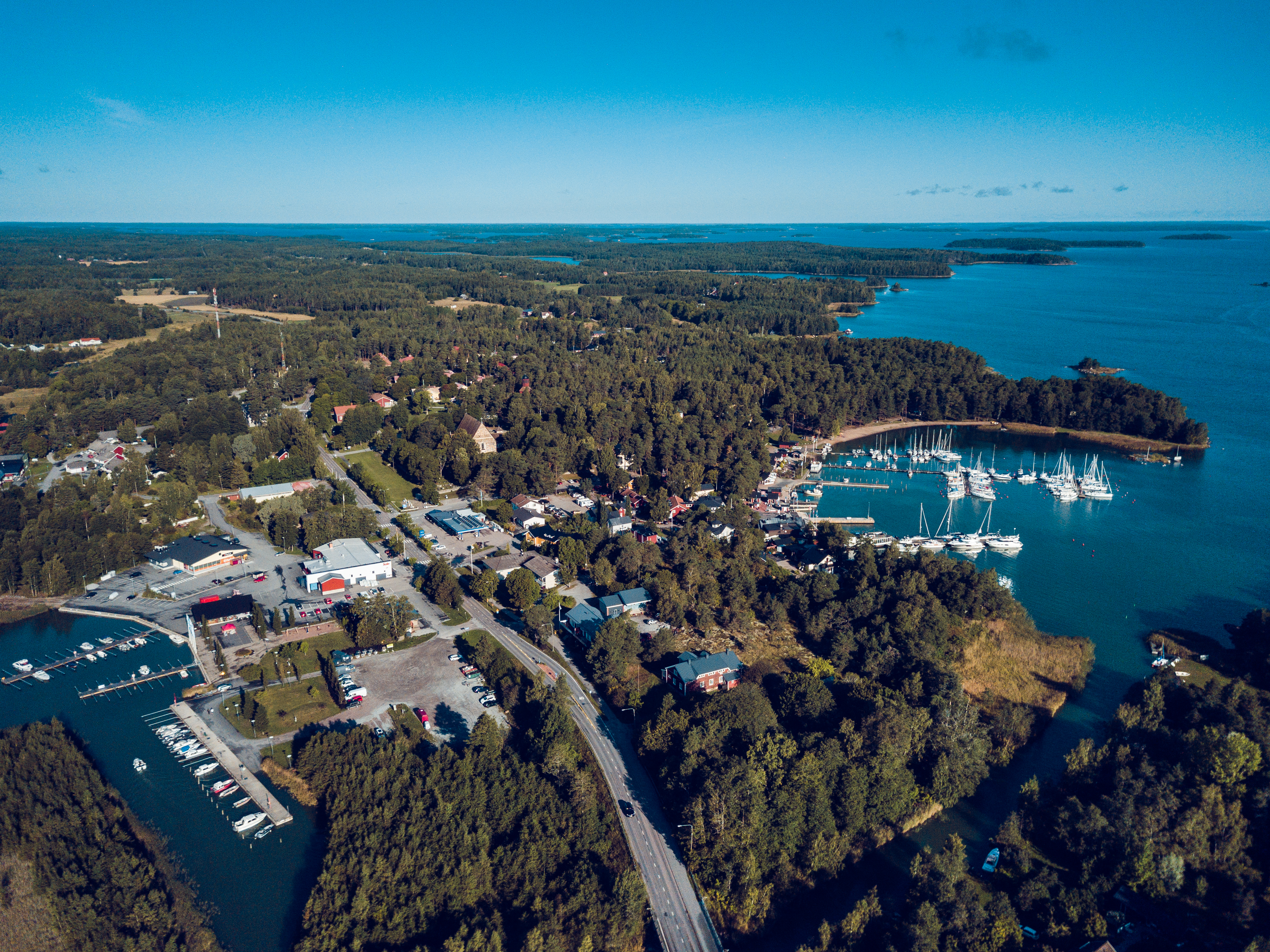
Nagu Kyrkbacken uppifrån.
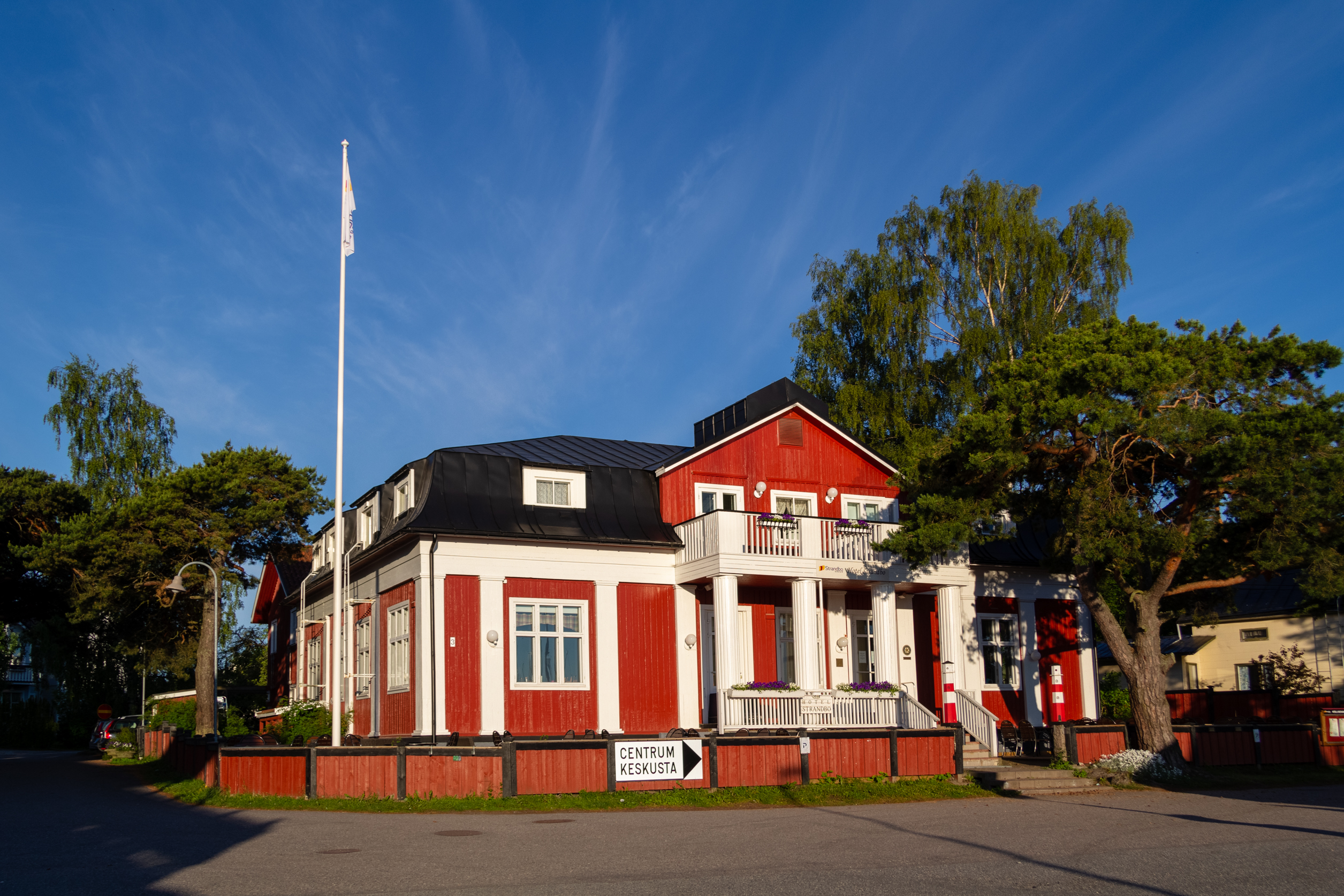
Nagu Andelshandels hus i Norra hamnen är numera hotell.
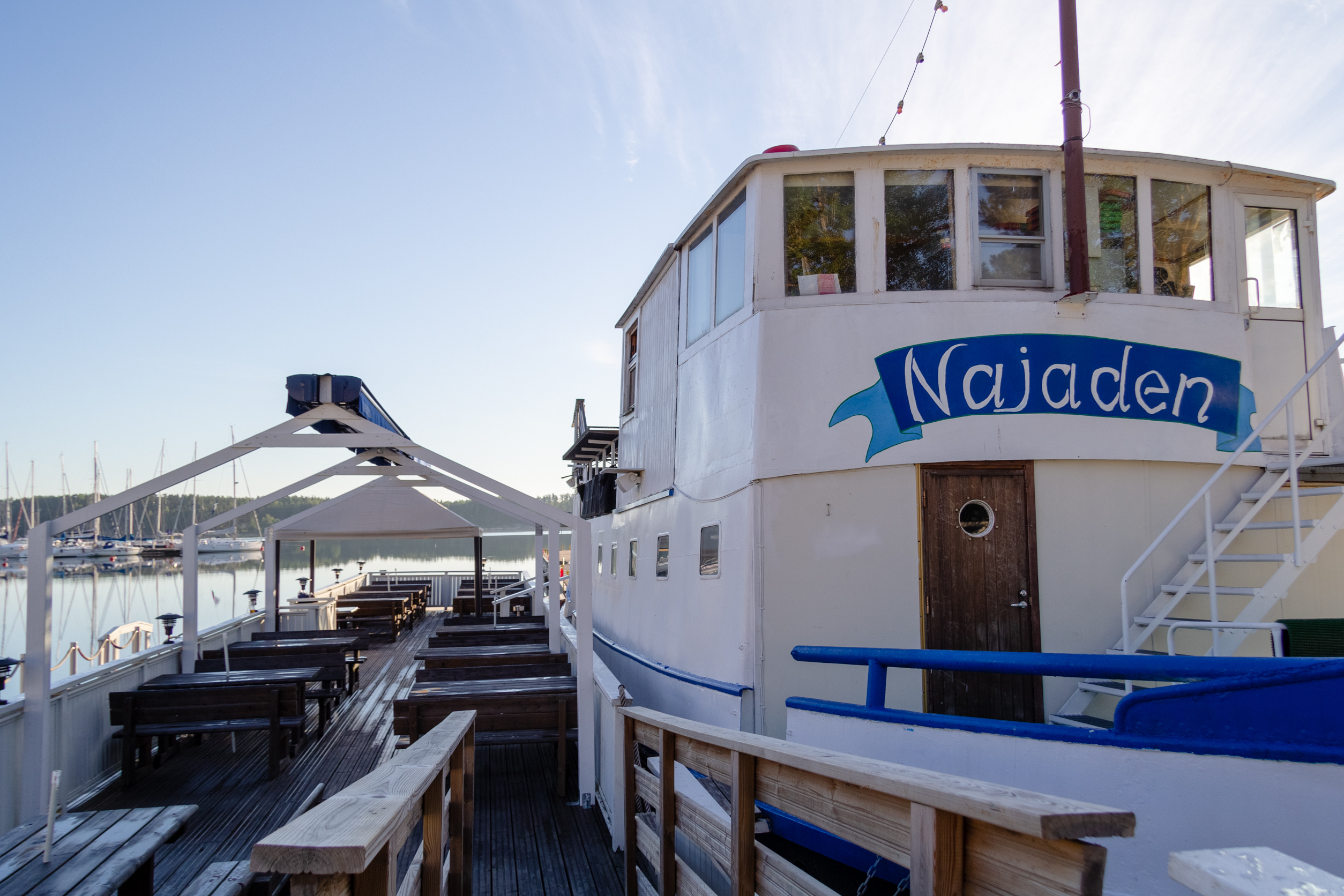
Restaurang i Norra hamnen i anslutning till Nagu gästhamn.
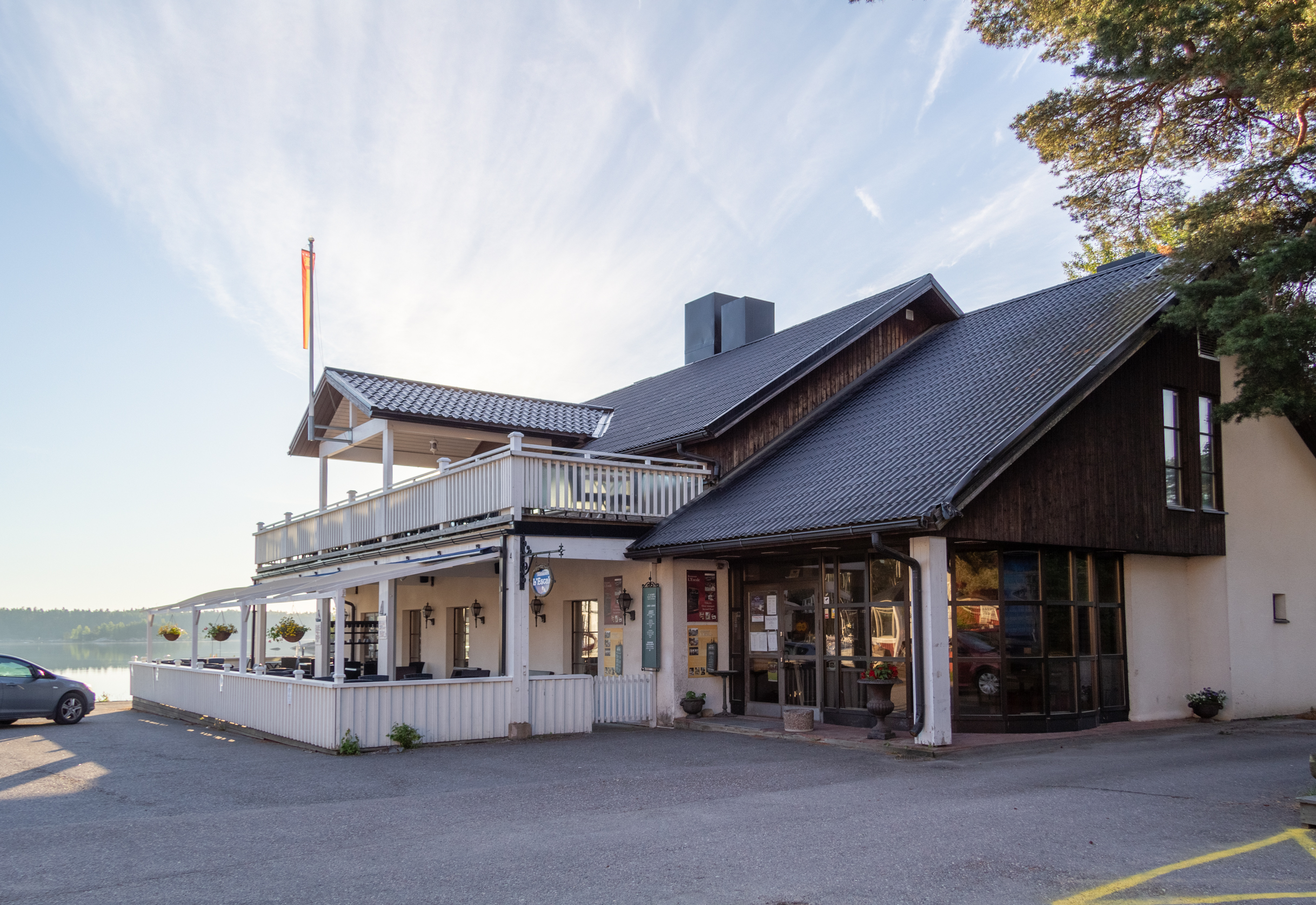
Restaurang i Norra hamnen i anslutning till Nagu Gästhamn.
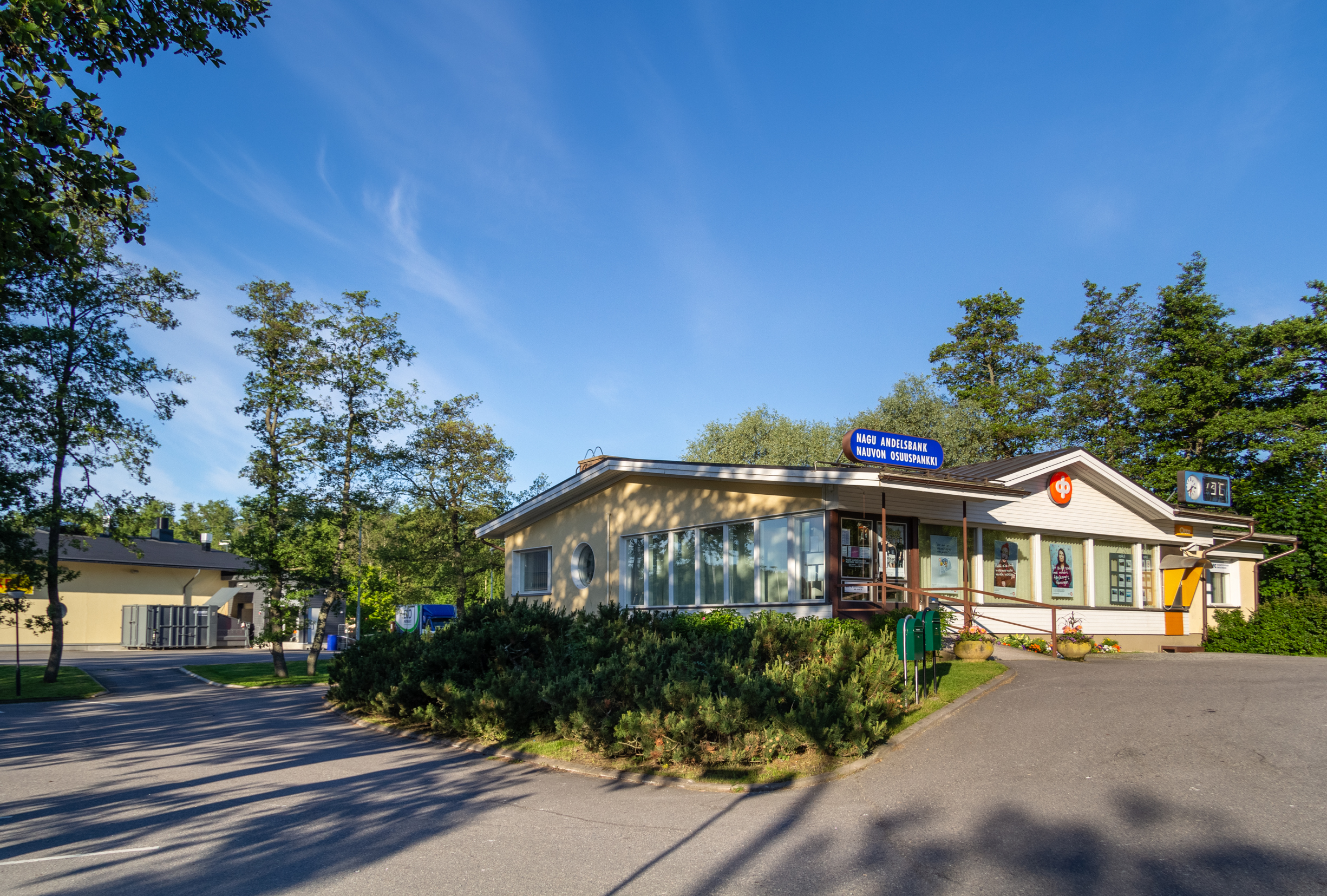
Bank i Nagu centrum.
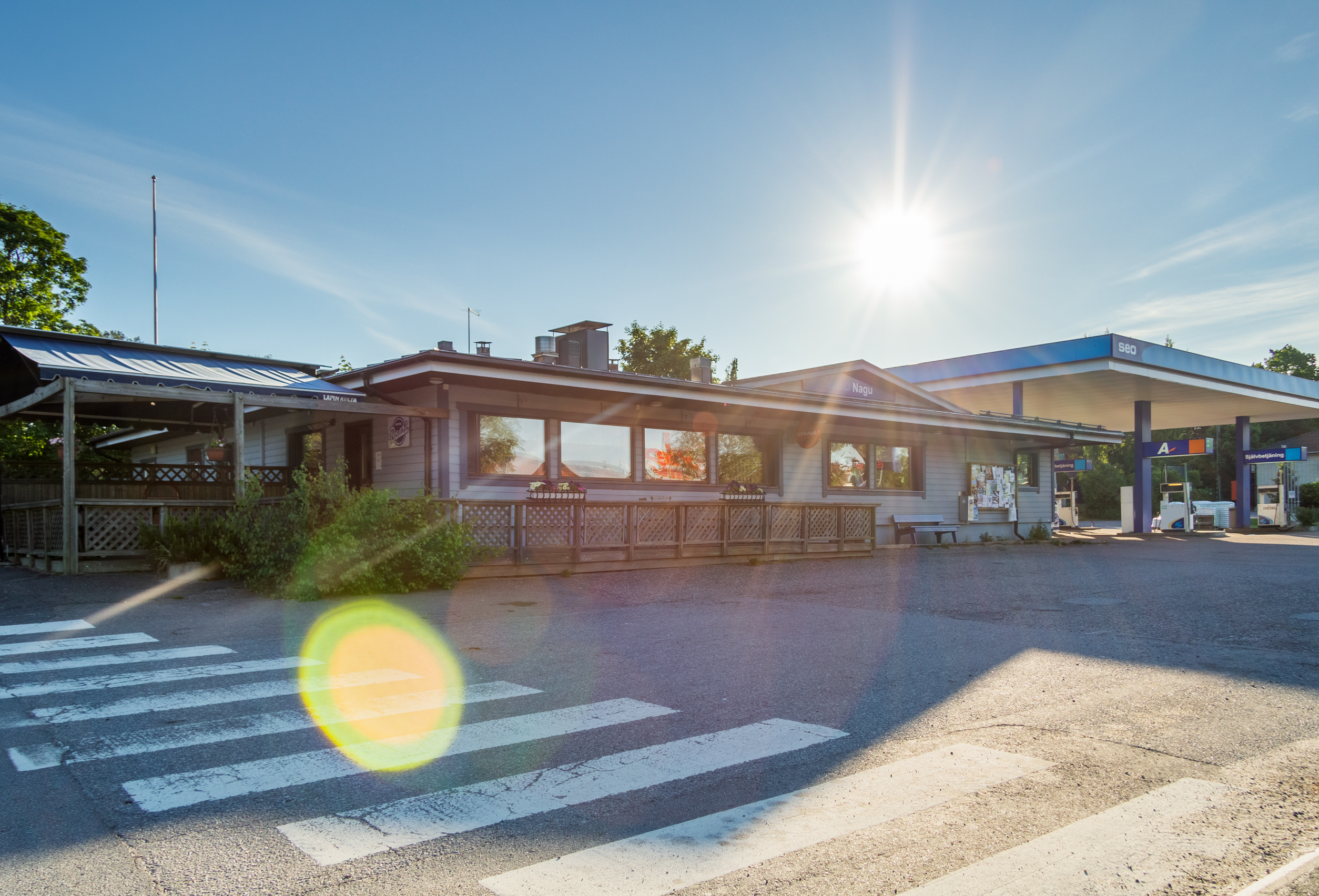
Bränsle- och servicestation.
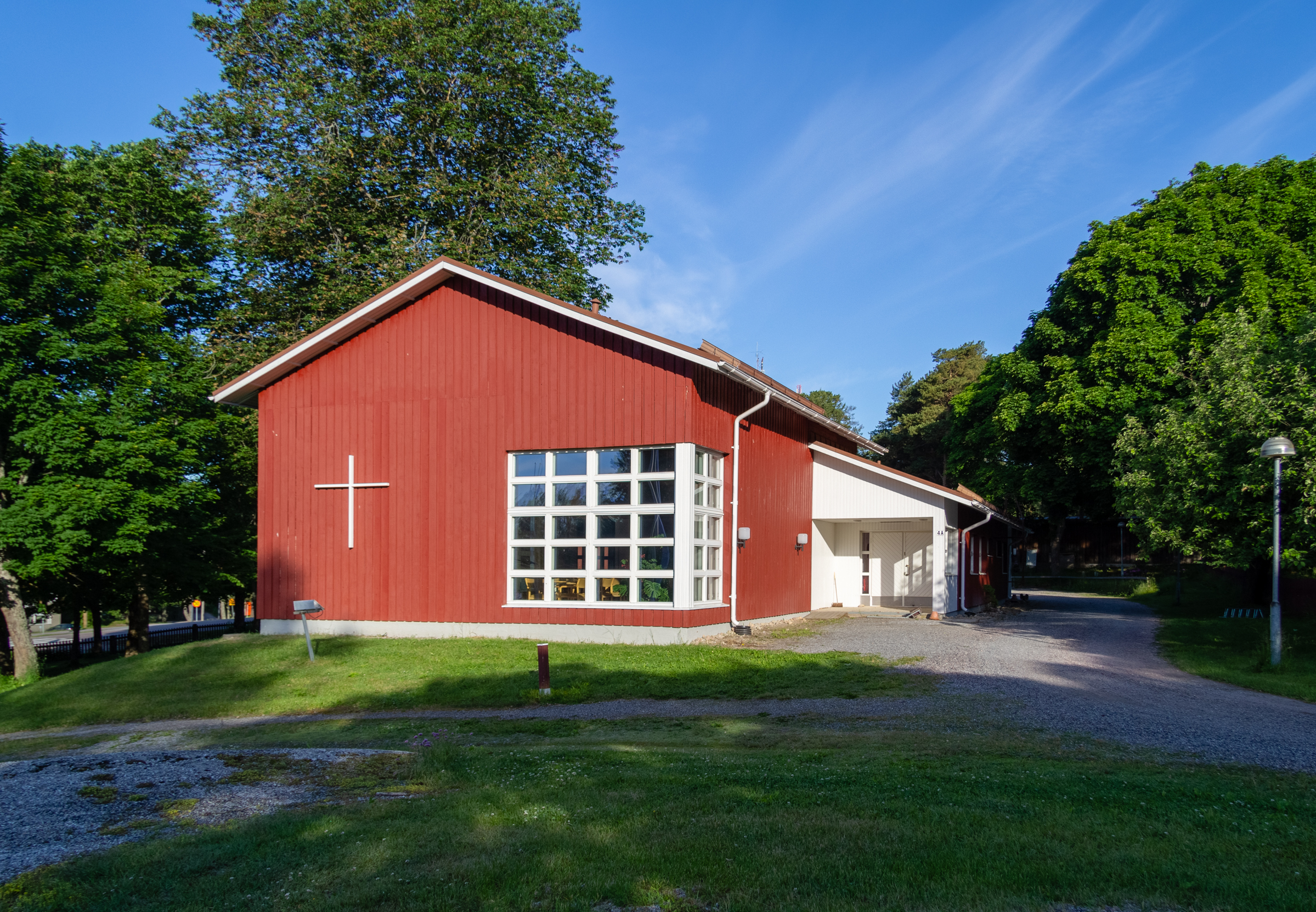
Nagu församlingshem vid Kyrkvallen.
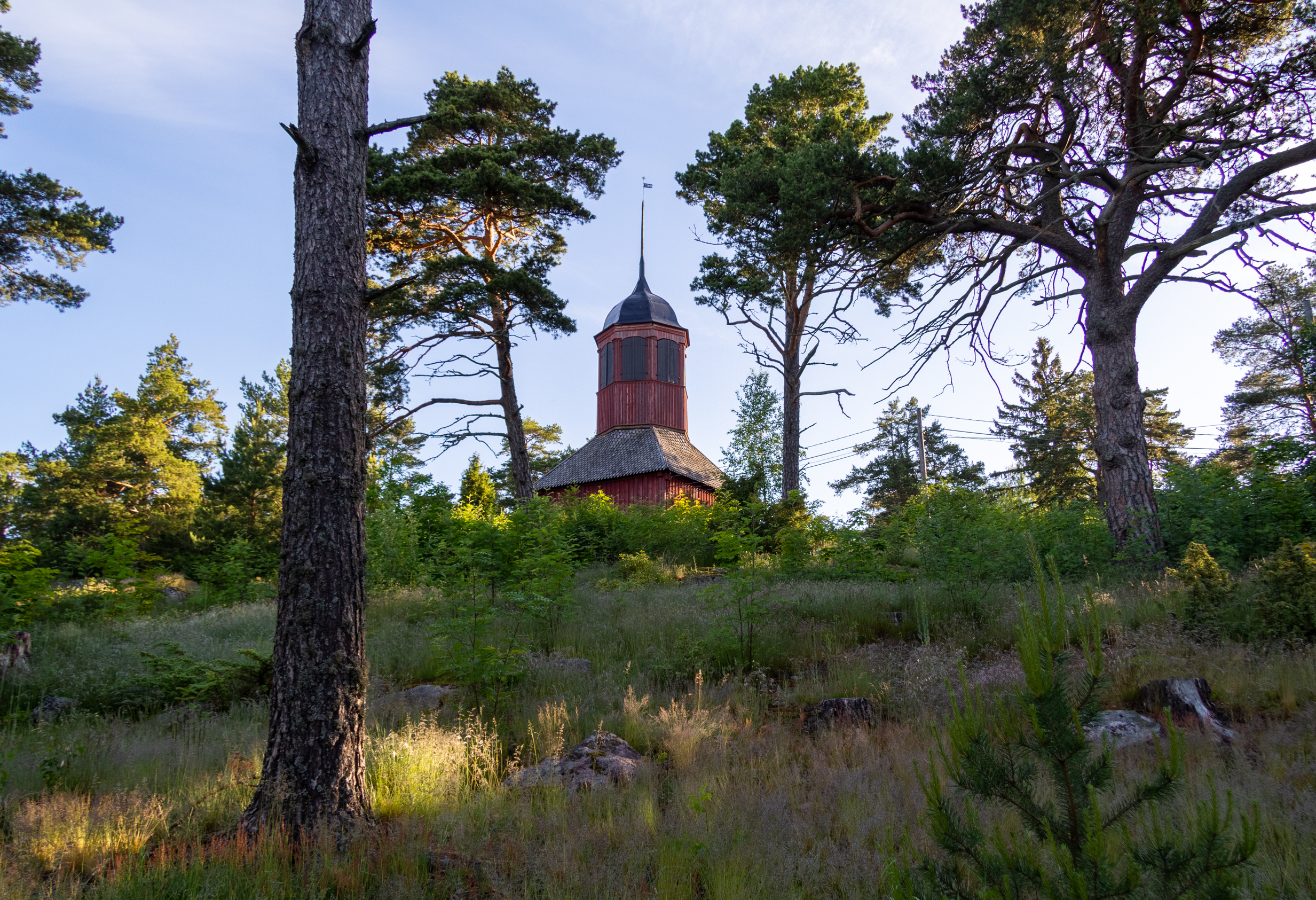
Klockstapeln från 1751.
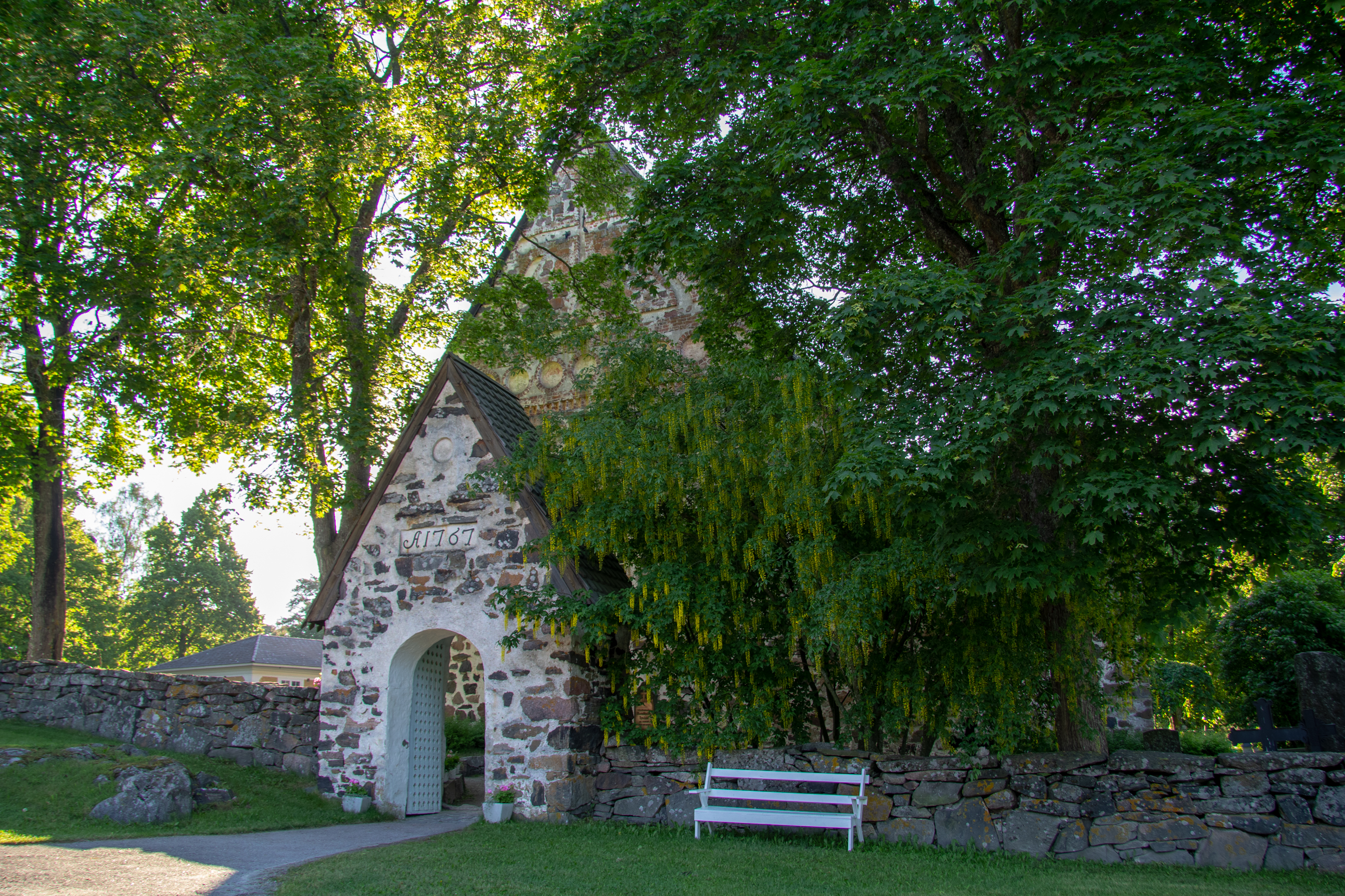
Kyrkmurens portingång.
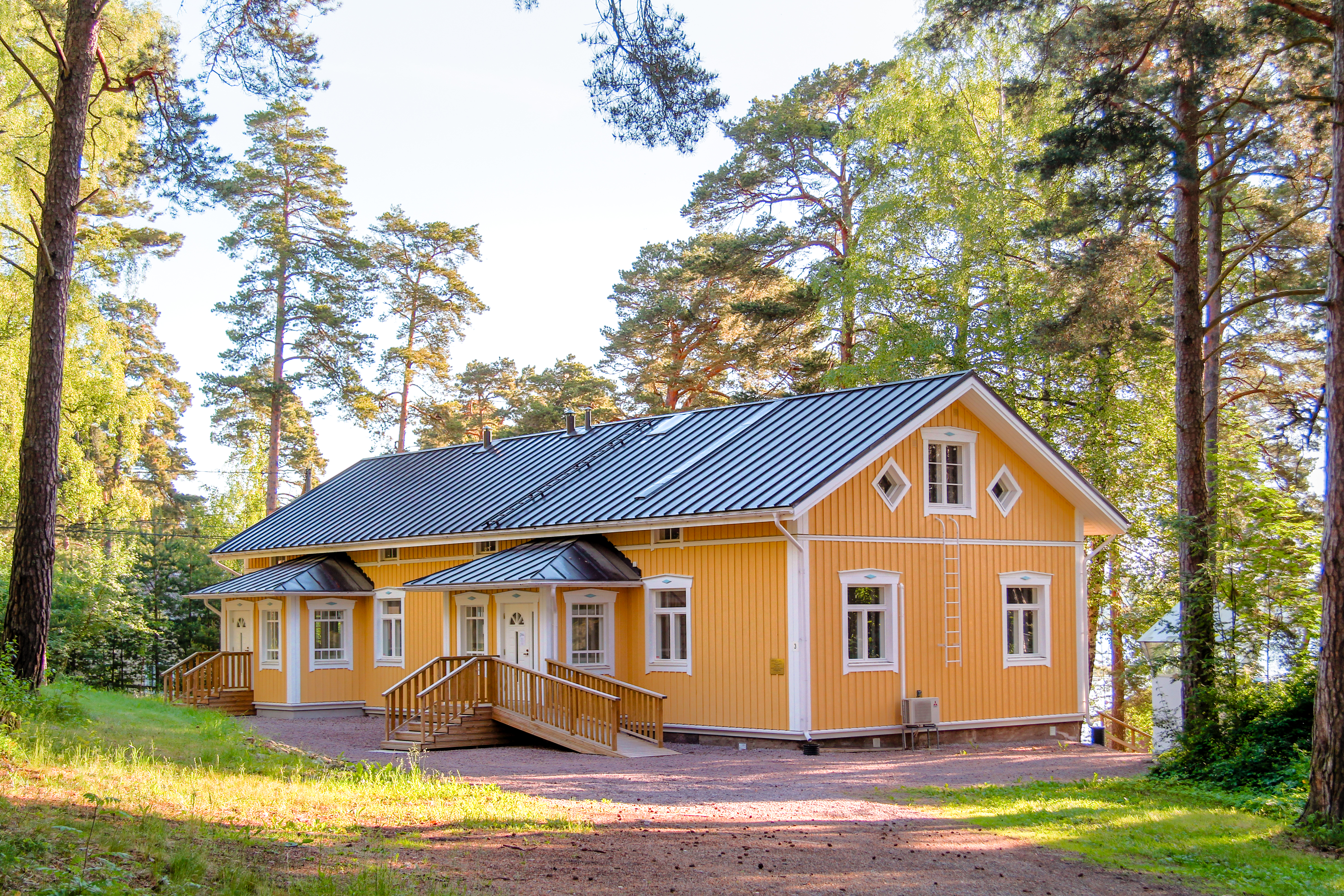
Gamla posthuset i backen ovanför gästhamnen inhyser i dag det så kallade Sjöfartshuset.
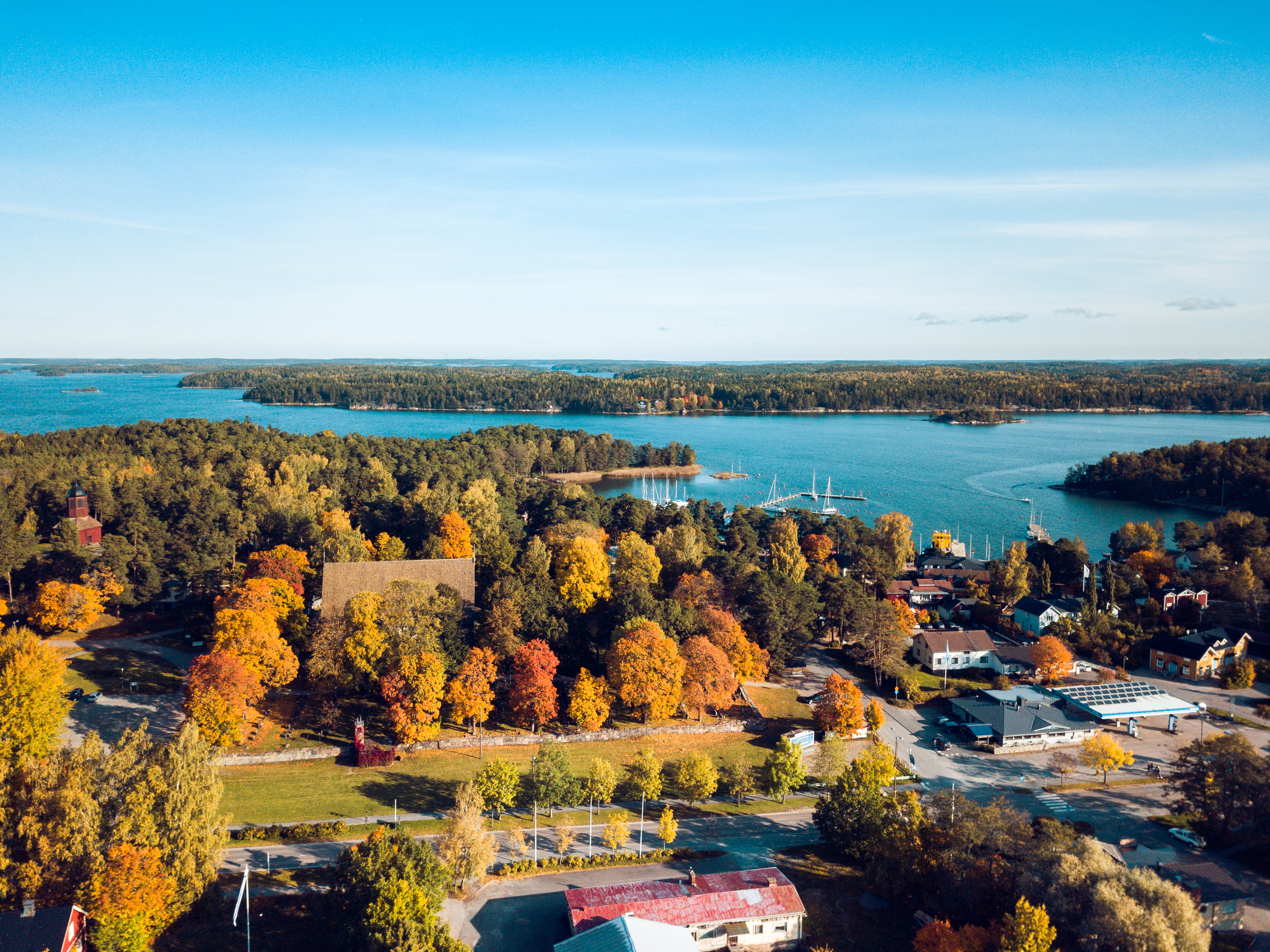
Kyrkbacken i Nagu hösten 2019
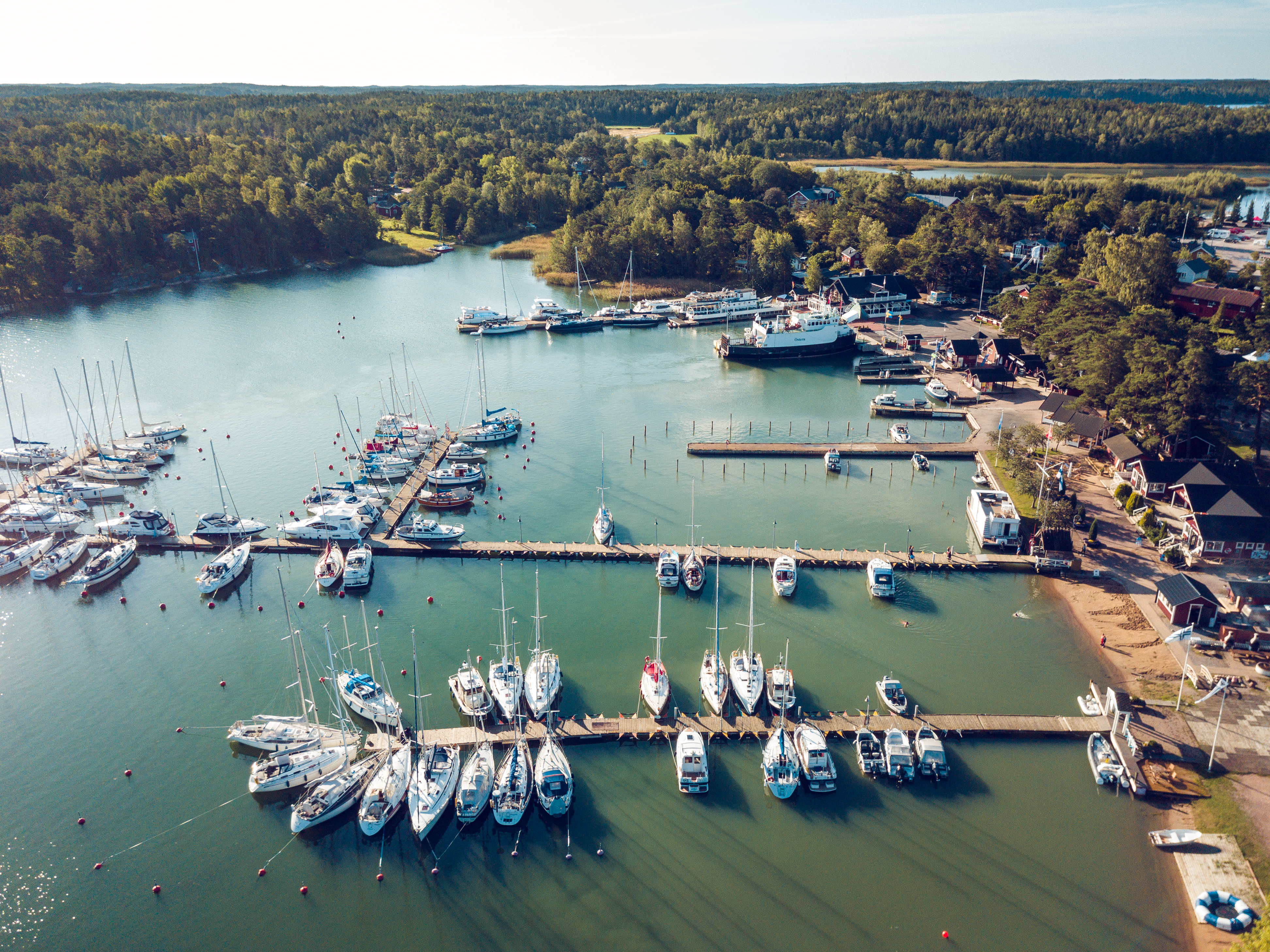
Nagu gästhamn
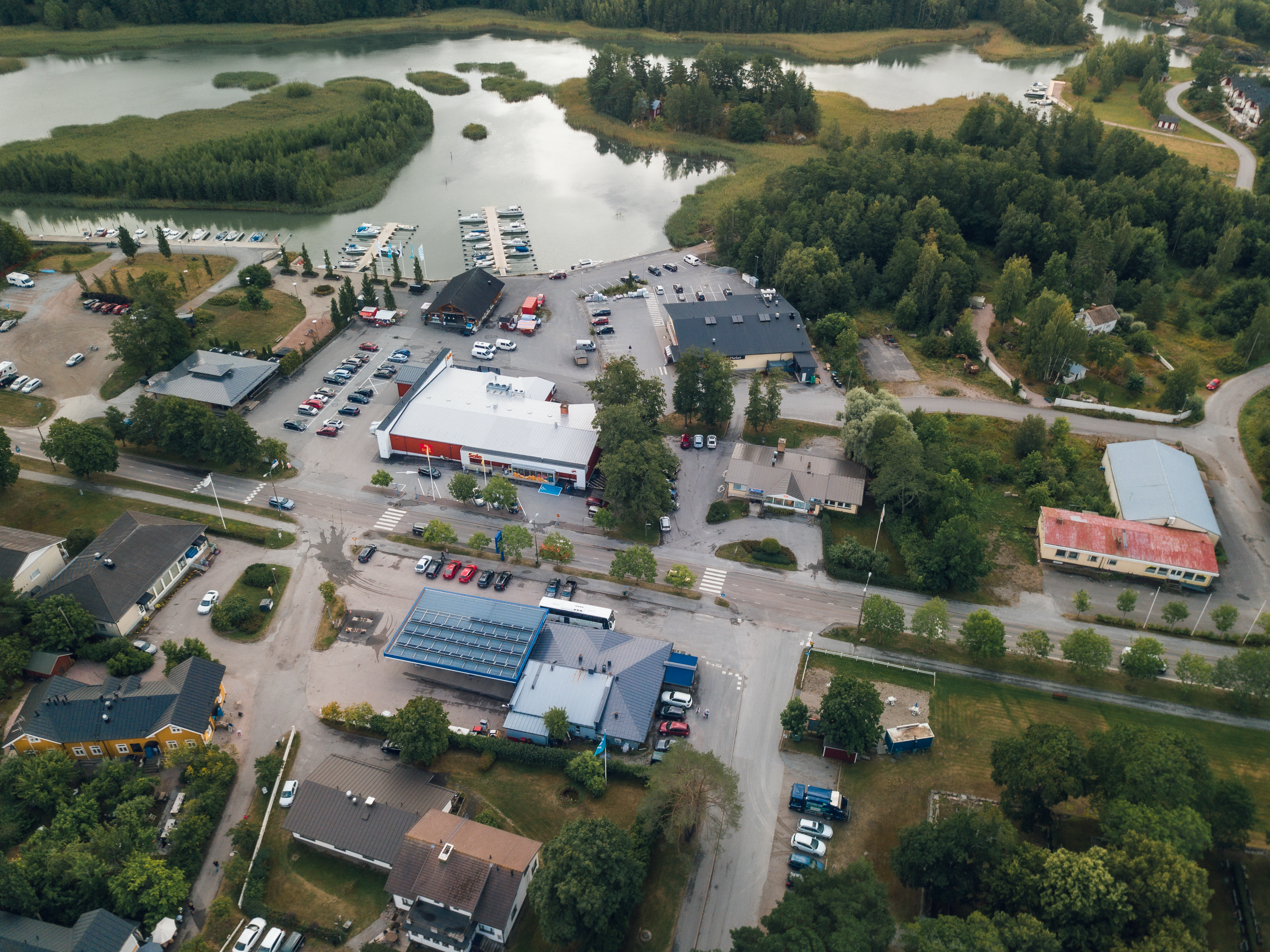
Nagu centrum